# Lucie Dejardin
Pour les articles homonymes, voir Dejardin.
Lucie Dejardin, née le 31 juillet 1875 à Grivegnée et morte le 28 octobre 1945 à Liège, est une femme politique, militante pacifiste et féministe belge. Elle est la première femme membre de la Chambre des représentants, par élection directe sous la bannière du Parti ouvrier belge pour l'arrondissement de Liège en 1929.

## Biographie
Lucie Dejardin est issue d'une famille nombreuse et ouvrière de Beyne-Heusay. Elle commence à travailler très tôt, à l'âge de dix ans, et s'engage dans des mouvements socialistes et coopératifs, suivant les traces de son frère Joseph, futur parlementaire et bourgmestre de Beyne-Heusay.
Elle travaille d'abord comme hercheuse à la mine, mais est licenciée après avoir prononcé un discours contre les conditions de travail épouvantables dans l'industrie minière. Elle travaille ensuite comme servante, ouvrière dans une verrerie, blanchisseuse, etc.
À 18 ans, elle est inscrite au Parti ouvrier belge, fait du théâtre et de la gymnastique et s'affilie au Cercle local d'éducation ouvrière. Elle y apprend à écrire et à parler en public.
Liée à un syndicat de mineurs, elle cofonde la Ligue des femmes socialistes de Liège.
Au début de la Première Guerre mondiale, elle devient agent de renseignement auprès du réseau de renseignement La Dame blanche. Elle est chargée de passer en Hollande des documents destinés aux alliés. Elle est arrêtée en juillet 1915 puis condamnée à perpétuité par les Allemands. Du fait de son état de santé, elle est libérée fin 1917 en vertu d'un échange de prisonniers. Vivant la fin du conflit en France, elle prend en charge des enfants belges en exil.
En 1919, de retour à Liège, elle est nommée inspectrice du travail.
Elle est engagée dans le mouvement pacifiste et organise des opérations de secours aux populations civiles d'Allemagne et d'Autriche, victimes de la faim. Elle représente les femmes socialistes au comité exécutif de la Ligue internationale des femmes pour la paix et la liberté. Elle représente les femmes socialistes belges aux congrès internationaux de la paix à Hambourg, Marseille, Paris, Zurich, Prague, Vienne et La Haye.
En 1923, elle fonde le Comité national de la guilde des femmes coopératrices, qu'elle préside, crée des maisons de vacances pour enfants et lance le journal La Voix des femmes. Peu après, elle fonde le congrès national des femmes socialistes.
Devenue conseillère communale de Liège en 1926, elle est élue députée le 26 mai 1929 et est réélue en 1932. Bien que Marie Janson avait été sénatrice en 1921, mais par cooptation, Lucie Dejardin est la première femme belge parlementaire élue au suffrage universel. Avant 1948, les femmes belges n'avaient pas le droit de vote et d'éligibilité mais elle dispose d'un statut particulier en raison de son passé d'ancienne prisonnière politique. Elle perd son siège lors du scrutin de 1936 et devient secrétaire-propagandiste de la fédération de Liège du Parti ouvrier belge.
Lors de la Seconde Guerre mondiale, alors que la Belgique est de nouveau envahie, les Allemands se souviennent qu'elle a été condamnée lors du dernier conflit. Elle fuit alors en Angleterre en mai 1940, s'installant à Londres, où elle aide des réfugiés puis travaille au sein du ministère du Travail en exil.
Le parlementaire socialiste Georges Truffaut étant mort au Royaume-Uni en 1942, Lucie Dejardin récupère son siège de députée en septembre 1944, qu'elle occupe jusqu'à sa mort. À la Chambre des représentants, elle s'investit sur les sujets de lutte contre la pauvreté, contre l'alcoolisme et pour le statut des enfants et des femmes.
Elle est inhumée à l'ancien cimetière de Heusay.

## Synthèse des mandats
- Conseillère communale de Liège (1926-1945)
- Députée de Liège (1929-1936 ; 1944-1945)

## Hommages
Un athénée porte son nom à Seraing et une école primaire à Ougrée. Des rues portent son nom à Liège, Beyne-Heusay et Monceau-sur-Sambre.